# Stay with Me (песня Куми Коды)
«Stay with Me» — 42-й сингл японской поп-певицы Куми Коды. На официальном сайте певицы песня описывается как «зимняя баллада о любви». В качестве би сайда в сингл включена композиция «Winter Bell». Первые копии сингла для прессы и специальное издание для фан-клуба включали в себя постер и подарки.
«Stay with Me» использовалась в японских рекламных роликах для au, LISMO и Sony Ericsson.
«Stay with Me» стала шестой песней Куми Коды, возглавившей японский еженедельный хит-парад Oricon; композиция дебютировала сразу же на первом месте чарта, как и её предыдущая песня «Taboo».
Японская ассоциация звукозаписывающих компаний присудила синглу статус Золотого за 100 000 проданных копий

## Список композиций[1]
| №  | Название                       | Текст песни | Музыка           | Аранжировка    | Длительность |
| -- | ------------------------------ | ----------- | ---------------- | -------------- | ------------ |
| 1. | «Stay with Me»                 | Kumi Koda   | Kazuto Narumi    | Daisuke Kahara | 4:58         |
| 2. | «Winter Bell»                  | Kumi Koda   | Ryuichiro Yamaki | Hiroto Suzuki  | 4:09         |
| 3. | «Stay with Me» (Orgel version) |             |                  | Shinjiro Inoue | 2:40         |
| 4. | «Stay with Me» (Instrumental)  |             |                  |                | 4:54         |
| 5. | «Winter Bell» (Instrumental)   |             |                  |                | 4:08         |

| №  | Название                         | Длительность |
| -- | -------------------------------- | ------------ |
| 1. | «Stay with Me»                   | 5:08         |
| 2. | «Stay with Me» (Another edition) |              |

| №  | Название                      | Текст песни | Музыка        | Аранжировка    | Длительность |
| -- | ----------------------------- | ----------- | ------------- | -------------- | ------------ |
| 1. | «Stay with Me»                | Kumi Koda   | Kazuto Narumi | Daisuke Kahara | 4:58         |
| 2. | «Stay with Me» (Instrumental) |             |               |                | 4:54         |

## Позиции в чартах
| Дата            | Чарт                  | Наивысшая позиция |
| --------------- | --------------------- | ----------------- |
| 24 декабря 2008 | Oricon Daily Charts   | 1                 |
| 24 декабря 2008 | Oricon — еженедельный | 1                 |
| 24 декабря 2008 | Oricon — месяц        | 3                 |
| 24 декабря 2008 | Oricon — Год          | 88                |

| Дата            | Чарт                              | Наивысшая позиция |
| --------------- | --------------------------------- | ----------------- |
| 24 декабря 2008 | Billboard Japan Hot 100           | 1                 |
| 24 декабря 2008 | Billboard Japan Hot Top Airplay   | 4                 |
| 24 декабря 2008 | Billboard Japan Hot Singles Sales | 1                 |